# Bazoques
Bazoques és un municipi francès situat al departament de l'Eure i a la regió de Normandia. L'any 2007 tenia 147 habitants.

## Demografia

### Població
El 2007 la població de fet de Bazoques era de 147 persones. Hi havia 55 famílies, de les quals 13 eren unipersonals (9 homes vivint sols i 4 dones vivint soles), 21 parelles sense fills, 17 parelles amb fills i 4 famílies monoparentals amb fills.
La població ha evolucionat segons el següent gràfic:
Habitants censats

### Habitatges
El 2007 hi havia 83 habitatges, 60 eren l'habitatge principal de la família, 20 eren segones residències i 3 estaven desocupats. 80 eren cases i 1 era un apartament. Dels 60 habitatges principals, 45 estaven ocupats pels seus propietaris, 14 estaven llogats i ocupats pels llogaters i 1 estava cedit a títol gratuït; 2 tenien una cambra, 10 en tenien tres, 16 en tenien quatre i 32 en tenien cinc o més. 50 habitatges disposaven pel capbaix d'una plaça de pàrquing. A 34 habitatges hi havia un automòbil i a 26 n'hi havia dos o més.

### Piràmide de població
La piràmide de població per edats i sexe el 2009 era:
| Homes | Edats   | Dones |
| ----- | ------- | ----- |
| 0     | 95 o +  | 0     |
| 0     | 90 a 94 | 0     |
| 0     | 85 a 89 | 0     |
| 4     | 80 a 84 | 0     |
| 8     | 75 a 79 | 0     |
| 0     | 70 a 74 | 12    |
| 12    | 65 a 69 | 0     |
| 0     | 60 a 64 | 4     |
| 4     | 55 a 59 | 0     |
| 12    | 50 a 54 | 0     |
| 0     | 45 a 49 | 12    |
| 8     | 40 a 44 | 4     |
| 0     | 35 a 39 | 4     |
| 8     | 30 a 34 | 0     |
| 0     | 25 a 29 | 4     |
| 4     | 20 a 24 | 0     |
| 0     | 15 a 19 | 4     |
| 4     | 10 a 14 | 4     |
| 4     | 5 a 9   | 0     |
| 0     | 0 a 4   | 8     |

## Economia
El 2007 la població en edat de treballar era de 93 persones, 78 eren actives i 15 eren inactives. De les 78 persones actives 69 estaven ocupades (41 homes i 28 dones) i 9 estaven aturades (5 homes i 4 dones). De les 15 persones inactives 6 estaven estudiant i 9 estaven classificades com a «altres inactius».

### Ingressos
El 2009 a Bazoques hi havia 60 unitats fiscals que integraven 149 persones, la mediana anual d'ingressos fiscals per persona era de 17.242 €.

### Activitats econòmiques
Dels 4 establiments que hi havia el 2007, 1 era d'una empresa de fabricació de material elèctric, 1 d'una empresa de construcció, 1 d'una empresa de comerç i reparació d'automòbils i 1 d'una empresa d'hostatgeria i restauració.
Dels 2 establiments de servei als particulars que hi havia el 2009, 1 era un guixaire pintor i 1 restaurant.
L'any 2000 a Bazoques hi havia 10 explotacions agrícoles que ocupaven un total de 630 hectàrees.

## Equipaments sanitaris i escolars
El 2009 hi havia una escola elemental integrada dins d'un grup escolar amb les comunes properes formant una escola dispersa.

## Poblacions més properes
El següent diagrama mostra les poblacions més properes.